# Phymaturus videlai
Phymaturus videlai — вид ігуаноподібних ящірок родини Liolaemidae. Ендемік Аргентини.

## Поширення і екологія
Phymaturus videlai відомі з типової місцевості, розташованої в районі Буен-Пасо в департаменті Ріо-Сенгер в провінції Чубут, на висоті 612 м над рівнем моря. Вони живуть в чагарникових степах Патагонії. Живляться рослинністю, є живородними. 